# Gertrude Elliott
Gertrude Elliott, Lady Forbes-Robertson, nata May Gertrude Dermot (Rockland, 14 dicembre 1874 – Kent, 24 dicembre 1950), è stata un'attrice statunitense.
Fece parte di una vasta famiglia di professionisti del teatro, tra cui suo marito sir Johnston Forbes-Robertson e sua sorella maggiore Maxine Elliott.

## Biografia

### Primi anni
May Gertrude Dermot nacque a Rockland, nel Maine, figlia di Thomas e Adelaide Hall Dermott. Suo padre era capitano di mare, nato in Irlanda, e sua madre era un'insegnante. Sua sorella maggiore Maxine lasciò la famiglia per New York City all'età di 16 anni, seguita presto da Gertrude. Entrambe iniziarono ad usare il cognome "Elliott" da giovani donne.

### Carriera artistica

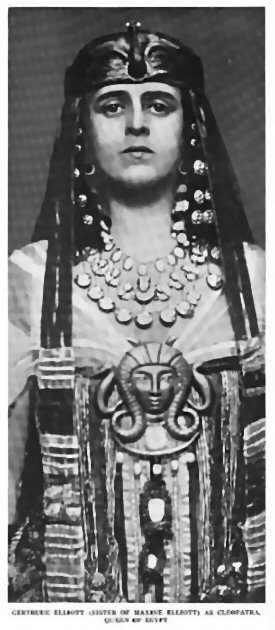
Gertrude Elliott Forbes-Robertson nel ruolo di Cleopatra

La carriera di Elliott sul palcoscenico iniziò nel 1894, recitando in Una donna senza importanza di Oscar Wilde, per una compagnia in tournée nello Stato di New York. Nel 1896 entrambe le Elliott entrarono a far parte di una compagnia di San Francisco che fece una tournée in Australia; la compagnia era gestita da Nat C. Goodwin, un attore che presto sposò Maxine Elliott. La loro compagnia andò a Londra nel 1899 e l'anno successivo Gertrude fu assunta nella compagnia di Johnston Forbes-Robertson; Gertrude Elliott e Forbes-Robertson si sposarono alla fine del 1900 e continuarono a lavorare assieme per gran parte della loro carriera. Fu, letteralmente, Ofelia per il suo Amleto, Desdemona per il suo Otello e Cleopatra per il suo Cesare.
Lontano dal palco, Gertrude Elliott recitò con il marito in una versione cinematografica muta di Amleto nel 1913, diretta dal loro amico J.H. Ryley. Apparve anche in un film muto del 1917, Masks and Faces. Gertrude Elliott fu cofondatrice e presidente della Actresses 'Franchise League. Durante la prima guerra mondiale gestì la "Shakespeare Hut" a Bloomsbury, un progetto dell'YMCA per intrattenere e sollevare il morale tra i lavoratori della guerra. Nel 1923 la Nuova Zelanda diede a Gertrude Elliott un premio per il suo lavoro per le truppe ANZAC durante la guerra.

### Vita privata
Gertrude Elliott sposò l'attore inglese Johnston Forbes-Robertson nel 1900. Ebbero quattro figlie, tra cui la progettista di aerei Maxine (Blossom) Miles, la scrittrice Diana Forbes-Robertson e l'attrice Jean Forbes-Robertson. Johnston fu nominato cavaliere nel 1913 e di conseguenza Gertrude divenne "Lady Forbes-Robertson". Rimase vedova nel 1937 e morì nel 1950, all'età di 76 anni. Tra i suoi nipoti vi sono l'attrice Joanna Van Gyseghem.
Una targa indica il luogo di nascita delle sorelle Elliott nella Trackside Station a Rockland, nel Maine.